# City (Roger McGuinn e Chris Hillman)
City è un album a nome di Roger McGuinn & Chris Hillman Featuring Gene Clark, pubblicato dalla Capitol Records nel gennaio del 1980.

## Tracce
Lato A
1. Who Taught the Night – 3:13 (Chris Hillman, Peter Knobler)
2. One More Chance – 4:10 (Roger McGuinn, Jacques Levy)
3. Won't Let You Down – 3:54 (Gene Clark)
4. Street Talk – 2:45 (Chris Hillman, Peter Knobler, John Sambataro)
5. City – 4:38 (Roger McGuinn, Camilla McGuinn)

Durata totale: 18:40
Lato B
1. Skate Date – 3:02 (Roger McGuinn, Chris Hillman, Camilla McGuinn)
2. Givin' Herself Away – 3:48 (Tom Kimmel, Lynn Tobola)
3. Deeper In – 2:42 (Chris Hillman, Douglas Foxworthy)
4. Painted Fire – 2:54 (Gene Clark)
5. Let Me Down Easy – 3:58 (Chris Hillman, Peter Knobler)

Durata totale: 16:24

## Musicisti
- Roger McGuinn - chitarra a sei corde, chitarra a dodici corde, accompagnamento vocale
- Chris Hillman - basso, accompagnamento vocale
- John Sambataro - chitarra solista, accompagnamento vocale
- Scott Kirkpatrick - batteria, accompagnamento vocale

Musicisti aggiunti
- Chuck Crane - chitarra
- Skip Edwards - tastiere, chitarra steel
- Gene Clark - voce solista (brani: Won't Let You Down e Painted Fire)

Note aggiuntive
- Ron Albert e Howard Albert - produttori (per la Fat Albert Productions, Inc.)
- Don Gehman - ingegnere del suono
- Rick Allison - assistente ingegnere del suono
- Mike Fuller - masterizzazione
- Al Hersh - management
- Roy Kohara - direttore artistico[1]